# Montmelon
Montmelon is een plaats en voormalige gemeente in het Zwitserse kanton Jura, en maakt deel uit van de gemeente Clos du Doubs in het district Porrentruy.
Montmelon telt 103 inwoners.